# Král duchů (Goethe)
Král duchů (německy Erlkönig) je balada německého básníka Johanna Wolfganga Goetha vydaná roku 1782. Patří k jeho nejznámějším dílům. Balada byla také zhudebněna mimo jiné Franzem Schubertem či Carlem Loewem. Do češtiny byla přeložena Karlem Jaromírem Erbenem (1864), Ladislavem Quisem (1879), Janem Evangelistou Nečasem (1889) a Otokarem Fischerem (1916).

## Vznik balady
Balada vznikla na námět staré dánské pověsti o králi elfů. V dánštině totiž Ellerkonge (či Elverkonge) znamená král elfů, avšak německý název Erlkönig bychom přeložili buďto jako král duchů nebo král olší (die Erle = olše). Tento nepřesný překlad vznikl právě záměnou dánského slova Eller za německé podstatné jméno Erle.
Goethe se inspiroval příhodou, která se mu přihodila během jeho pobytu v Jeně, kdy jedné noci přispěchal na koni sedlák z vedlejší vsi Kunitz k jenské univerzitě s nemocným synem. Již v průběhu 19. století byl vystavěn ku připomínce vzniku této balady pomník mezi městskou částí Kunitz a Wenigenjena. Dle místní tradice měla být báseň sepsána v hostinci Grüne Tanne. Faktem je, že Goethe tento hostinec mezi listopadem 1817 a květnem 1818 takřka denně navštěvoval.

## Balada v kontextu doby

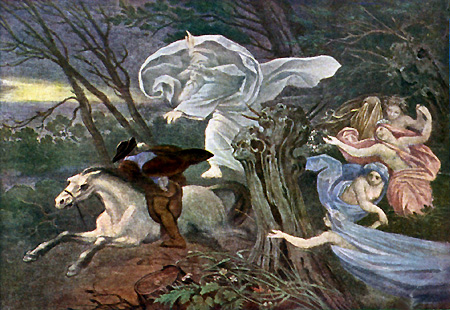
Malba Moritze von Schwinda (kolem 1830)

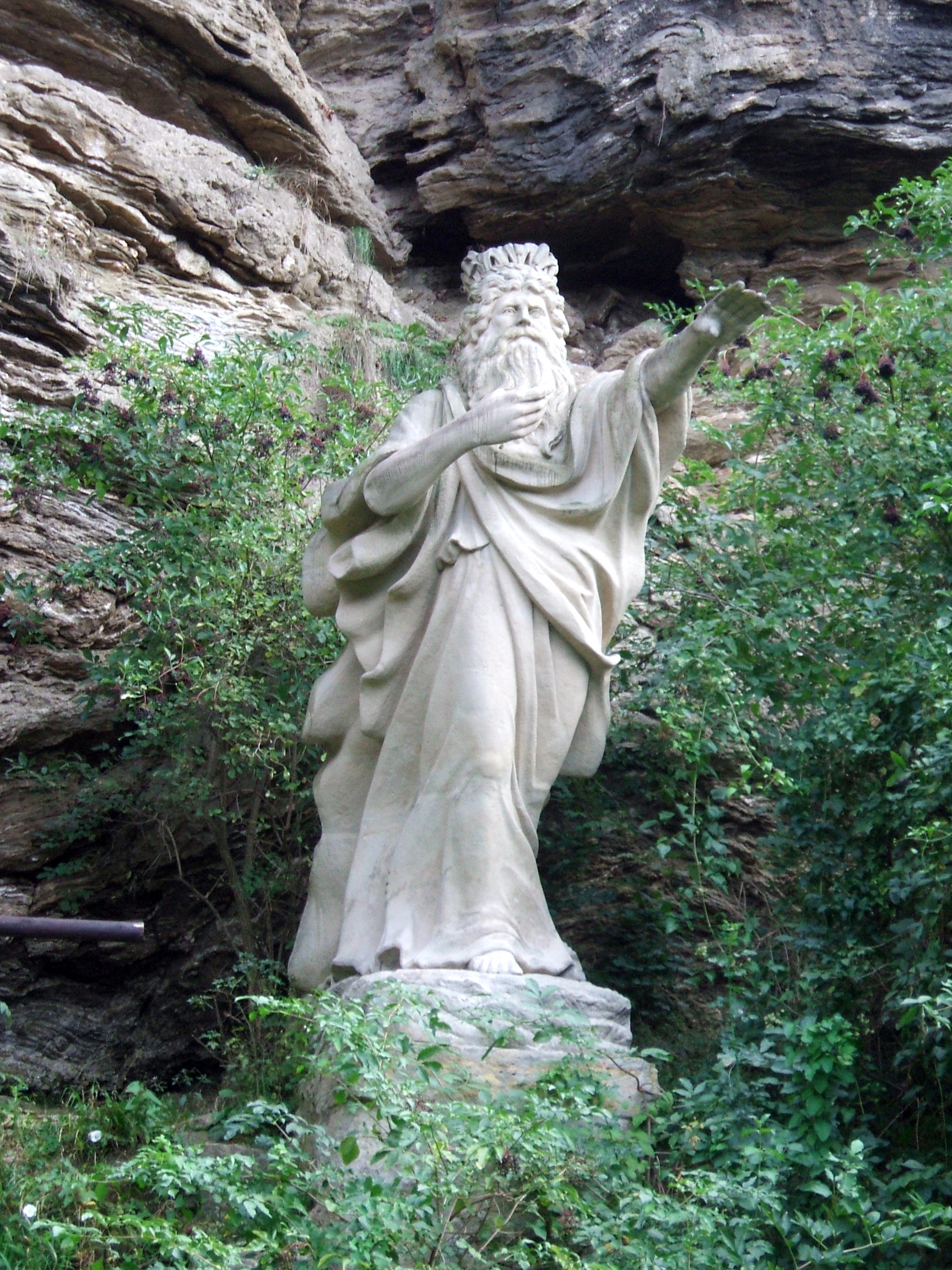
Pomník v Jeně z roku 1891

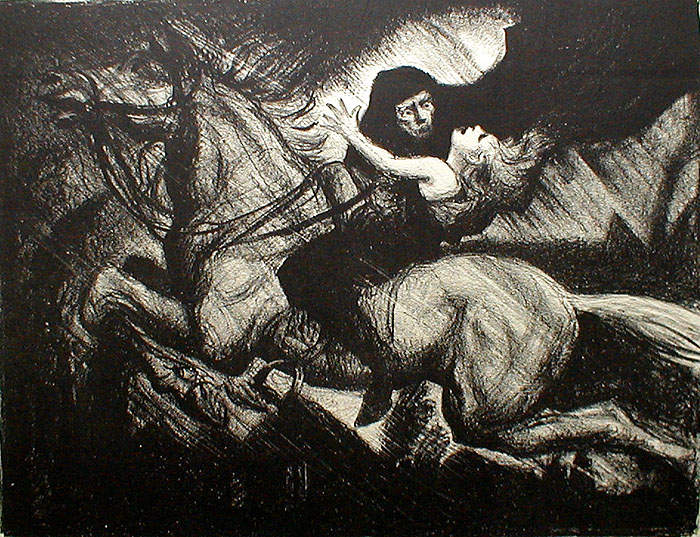
Ilustrace od Alberta Sternera (kolem roku 1910)

Pro německé literární období Sturm und Drang jsou typické zejména milostné balady, ale Goethe zde vytvořil jako první baladu s námětem přírodních magických sil. V této baladě přichází poprvé na scénu projev nevědomí a pocity duše. Zde je vidět mezník mezi doznívající literaturou osvícenství a nově přicházející Goethovou epochou. Jako připomínku osvícenské doby zastává v baladě postava otce, postava dítěte je už poté naproti tomu schopna přijímat vjemy přírody a nadpřirozených sil. Toto vzájemné postavení dvou rozdílně vnímajících postav dále rozvine např. Novalis.
Vedle balady zpracovává téma nadpřirozena i pohádka, která je spíše přenášena lidovou slovesností, avšak může být i uměle vytvořena. Goethe se jako první zabýval skloubením nevědomí a nadpřirozena.

## Obsah
Jedná se o příběh chlapce s jeho otcem, kteří jedou na koni temnou nocí černým lesem – míru tajuplnosti dané situace stupňuje fráze „durch Nacht und Wind“, která poukazuje na stav počasí (černočerná noc s větrem, který vyluzuje všemožné zvuky). Celý děj se točí kolem chlapce, který se při jízdě rozhlíží a zahlédne jakousi mlhavou postavu, která mu připomíná mystickou postavu krále duchů. Postava na něj z dálky promlouvá.
První setkání s postavou je velmi krátké. Chlapec ji z koně jen mžikem oka zahlédne a dostane strach. Po otázce jeho otce, proč má tak ustrašený výraz, odpoví, že někoho viděl a že má strach. Otec na to v klidu řekne, že to byl jen cár mlhy, že je vše v pořádku.
Podruhé začne tajemná postava promlouvat na chlapce. Pobízí ho, ať s ní odejde, slibuje mu, že s ním bude hrát pěkné hry a že ho vezme na pláž s květinami za jeho matkou s krásnými šaty. Chlapci tato promluva nažene ještě větší strach a opět se obrátí na otce, tentokrát s otázkou jestli ho také slyší. Otec mu odpoví, že si nemá dělat obavy, že to jen vítr si pohrává s listím.
Třetí setkání začne opět král duchů. Tentokrát mu nabízí, že by s ním mohly hrát jeho dcery, které na něj již čekají. Říká, že by mu zpívaly, tancovaly s ním a houpaly ho. Chlapcova reakce je ještě vypjatější. Ptá se otce, jestli také vidí královy dcery ve tmě před nimi. Otec odpovídá, že velmi zřetelně vidí, co je před nimi, avšak nejsou to žádné postavy, nýbrž staré hrůzně vypadající vrby.
Napočtvrté je král duchů už velmi nedočkavý. Za každou cenu chce mít malého chlapce u sebe. Říká, že se mu líbí, že ho vábí jeho hezká postava a pokud nebude svolný s ním odejít, použije násilí. Chlapec z plna hrdla panicky křičí na otce, že už se po něm král duchů natahuje. Nakonec vyřkne větu „Erlkönig hat mir ein Leids getan.“, která znamená, že mu král duchů nějakým způsobem ublížil. Tato věta danou akcí dostane čtenáře do ještě větší pozornosti.
S poslední slokou nastává zklidnění tempa. Žádná z postav již nemluví – je ticho. Sloka říká, že se otec snaží co nejrychleji dostat do cíle jejich cesty (nejspíše do nějakého dvorce), avšak chlapec mu v blíže nespecifikovaných okolností umírá v náručí. Při dosažení dvorce je již chlapec mrtvý.
| Originál: Wer reitet so spät durch Nacht und Wind? Es ist der Vater mit seinem Kind; Er hat den Knaben wohl in dem Arm, Er fasst ihn sicher, er hält ihn warm. Mein Sohn, was birgst du so bang dein Gesicht? – Siehst, Vater, du den Erlkönig nicht? Den Erlenkönig mit Kron’ und Schweif? – Mein Sohn, es ist ein Nebelstreif. – „Du liebes Kind, komm, geh mit mir! Gar schöne Spiele spiel’ ich mit dir; Manch’ bunte Blumen sind an dem Strand, Meine Mutter hat manch gülden Gewand.“ – Mein Vater, mein Vater, und hörest du nicht, Was Erlenkönig mir leise verspricht? – Sei ruhig, bleibe ruhig, mein Kind; In dürren Blättern säuselt der Wind. – „Willst, feiner Knabe, du mit mir gehn? Meine Töchter sollen dich warten schön; Meine Töchter führen den nächtlichen Reihn Und wiegen und tanzen und singen dich ein.“ – Mein Vater, mein Vater, und siehst du nicht dort Erlkönigs Töchter am düstern Ort? – Mein Sohn, mein Sohn, ich seh’ es genau: Es scheinen die alten Weiden so grau. – „Ich liebe dich, mich reizt deine schöne Gestalt; Und bist du nicht willig, so brauch’ ich Gewalt.“ – Mein Vater, mein Vater, jetzt fasst er mich an! Erlkönig hat mir ein Leids getan! – Dem Vater grauset’s; er reitet geschwind, Er hält in Armen das ächzende Kind, Erreicht den Hof mit Mühe und Not; In seinen Armen das Kind war tot. | Překlad: Otokar Fischer (1916) Kdo to tak pozdě ujíždí tmou? To otec s dítětem před sebou, v náručí synáčka zahřívá, tak jedou vichrem, jedou ti dva. 'Co schováváš oči, nač by ses bál?' "Ty nevidíš tatínku, že je tam král? Král duchů s korunou... vlečka až sem..." 'Jen mlha, děcko, leží pod lesem.' »Pojď se mnou, chlapečku, vezmu tě k nám, budem se dobře mít, všecko ti dám, mám kvítí všech barev v svém království a plášť mé matky se zlatem jen skví.« "Tatínku, tatínku, neslyšíš nic? Král duchů mě volá čím dál tím víc!" 'Klid, dítě, seď klidně a neměj strach, to šustí jen listí v křoviskách.' »Pojď se mnou, hezký chlapečku, chceš? Mé dcerky tě chtějí za bratra též. Mé dcerky protančí celičkou noc, uspí tě v písničkách na dobrou noc.« "Tam, táto, tam do tmy se podívej! Král duchů a princezny kolem něj!" 'Už hledím, hledím, děcko do mlhy: to jsou přec vrby, ty staré mátohy!' »Můj mazlíčku, tvé krásné tílko mám rád - pojď po dobrém, sic budeš litovat!« "Tatínku, táto, už na mě sáhl král! Co mi Král duchů, co mi udělal!" Tu zděsí se otec, pustí se v cval, s chroptícím děckem domů se hnal. Do dvorce dojel z posledních sil, děcko však z mrtvých již nevzkřísil. |

## Interpretace Luise Reddemannové
Při příležitosti 55. sjezdu psychoterapeutů v bavorském Lindau z roku 2005, byla tato báseň použita pro nastínění možné krutosti snů, které se zdají obětem sexuálních deliktů. Podle názoru honorární profesorky psychotraumatologie klagenfurtské univerzity Luisy Reddemannové by mělo jít o homosexuálního pedofilního násilníka. Pachatel, který se schovává za postavu otce i tajemných postav, by měl podle Reddemannové mít poruchu rozdvojené osobnosti.
Chlapec dle této interpretace trpěl blíže nespecifikovanou nemocí, pod jejímž nátlakem na konci balady umírá. Postavy krále duchů a jeho dcer jsou nejspíše výplodem jeho fantazie či možná halucinací.

## Adaptace

### Klasická hudba
- Již roku 1794 baladu zhudebnil Johann Friedrich Reichardt.
- Asi nejznámější hudební adaptaci této balady vytvořil rakouský hudební skladatel Franz Schubert. Dílo měl připravené již roku 1815, avšak k jeho premiéře došlo až 7. března 1821 v Divadle u Korutanské brány (Theater am Kärntnertor) ve Vídni.
- Další známým zhudebněním je to od Carla Loewa z roku 1818. Carl Loewe dokonce osobně Goetha roku 1820 navštívil, avšak v jeho jenském příbytku nebyl k dispozici klavír a proto se mu neodvážil dílo představit.
- Roku 1856 představil svou adaptaci Goethovy balady německý skladatel Louis Spohr. Jedná se o skladbu pro baryton v doprovodu klavíru a houslí.

### Popová hudba

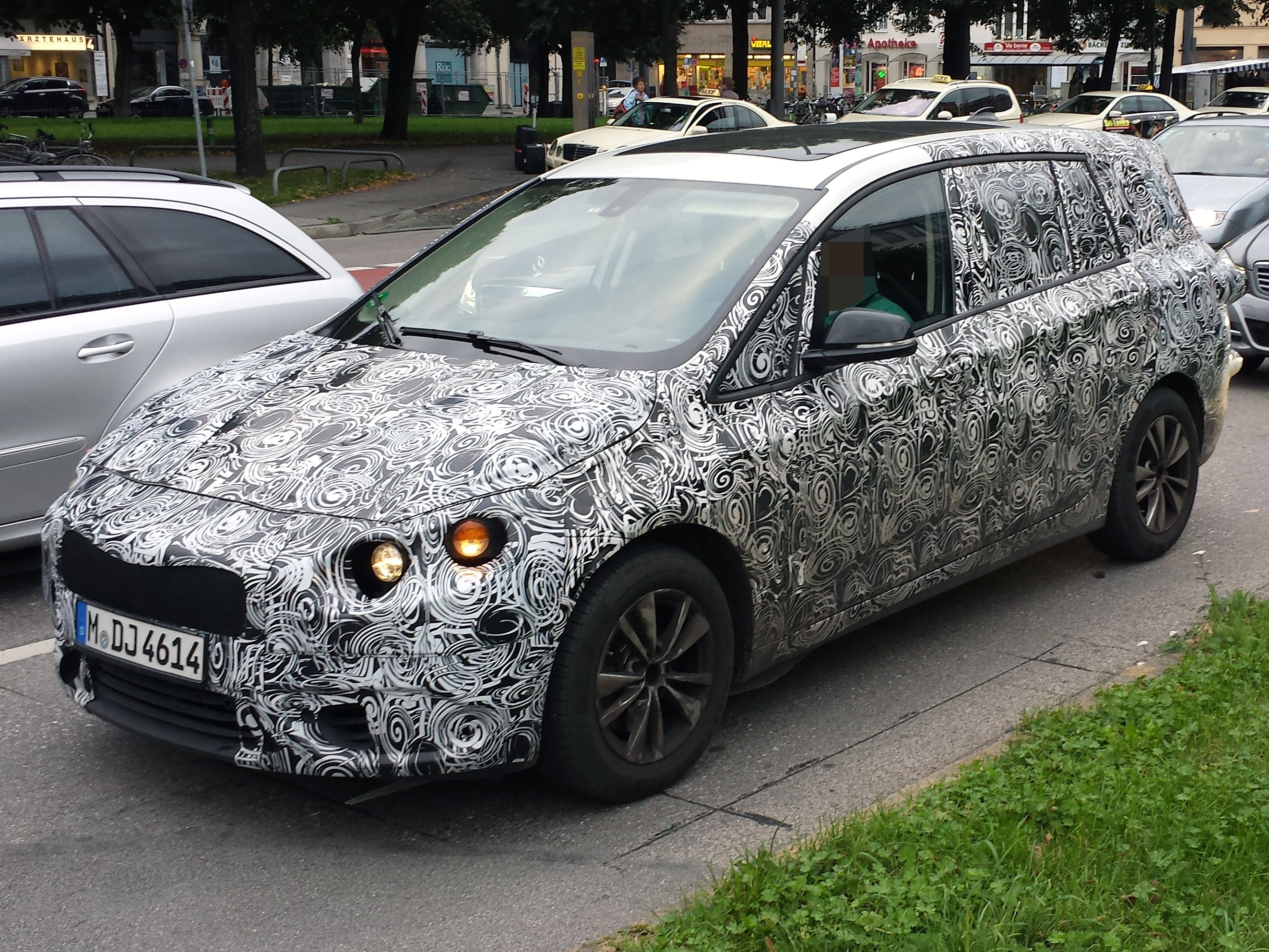
Erlkönig od automobilky BMW

- V roce 2000 zhudebnil baladu švýcarský umělec Daniel Bill v rockové verzi na jeho CD Scream in the night.
- Roku 2002 byla představena hudební adaptace balady na CD Wilder Wassermann od Achima Reichela.
- Katalánský písničkář Roger Mas zveřejnil svou verzi balady s názvem El rei del verns ve svém albu Irredempt roku 2015.
- Skupina Rammstein vydala píseň Dalai Lama inspirovanou touto baladou. Píseň vyšla na jejich albu Reise Reise.
- Polská metalová skupina Oberschlesien natočila videoklip Król Olch na základě balady Goetheho. Text je ve slezském dialektu.[6]

## Zajímavosti
- Jako jméno pro sérii aut si název Erlkönig vybrala automobilka BMW.